# إيدي ريفا
إيدي ريفا (بالفرنسية: Eddy Riva)‏ هو منافس ألعاب قوى فرنسي، ولد في 17 أبريل 1973 في تيونفيل في فرنسا.

## وصلات خارجية
- إيدي ريفا على موقع الاتحاد الدولي لألعاب القوى (الإنجليزية)
- إيدي ريفا على موقع أوليمبيديا (الإنجليزية)
- إيدي ريفا على موقع اللجنة الأولمبية الفرنسية (مؤرشف) (الفرنسية)